# Dieter Lemke
Dieter „Titus“ Lemke (* 14. April 1956 in Menden; † 15. Februar 2015 ebenda) war ein deutscher Fußballspieler und ‑trainer.

## Leben und Werdegang
Der Stürmer Lemke wechselte 1980 von seinem Heimatverein BSV Menden in die Bundesliga zum VfL Bochum. In den folgenden zwei Jahren spielte er 27-mal für die Bochumer und erzielte ein Tor. Seine erfolgreichste Saison hatte er 1982/1983, als er von den Bochumern in die Zweite Bundesliga zum SC Fortuna Köln gewechselt war. Hier bildete er mit Dieter Schatzschneider ein gefürchtetes Sturmduo, das maßgeblichen Anteil daran hatte, dass der Klub von Jean Löring das Finale um den DFB-Pokal 1983 erreichte, das gegen den Lokalrivalen 1. FC Köln allerdings durch ein Tor von Pierre Littbarski mit 0:1 verloren ging.
Dieter Lemke spielte bis 1987 für Fortuna Köln in der Zweiten Liga. Er kam auf 94 Zweitligaeinsätze für Köln und erzielte dabei 23 Tore.
Nach seiner aktiven Zeit war Lemke ab 2005 Trainer beim SC 1912 Hennen, mit dem er 2008 in die Bezirksliga aufstieg. Am 12. Spieltag der Saison 2008/09 trat er zur Halbzeit des Spiels gegen TuRa Brügge, das mit einer 0:6-Niederlage endete, von seinem Amt zurück.